# Dysdera crocata parvula
Dysdera crocata là một phân loài nhện trong họ Dysderidae.
Loài này thuộc chi Dysdera. Dysdera crocata parvula được Eugène Simon miêu tả năm 1910.

## Hình ảnh

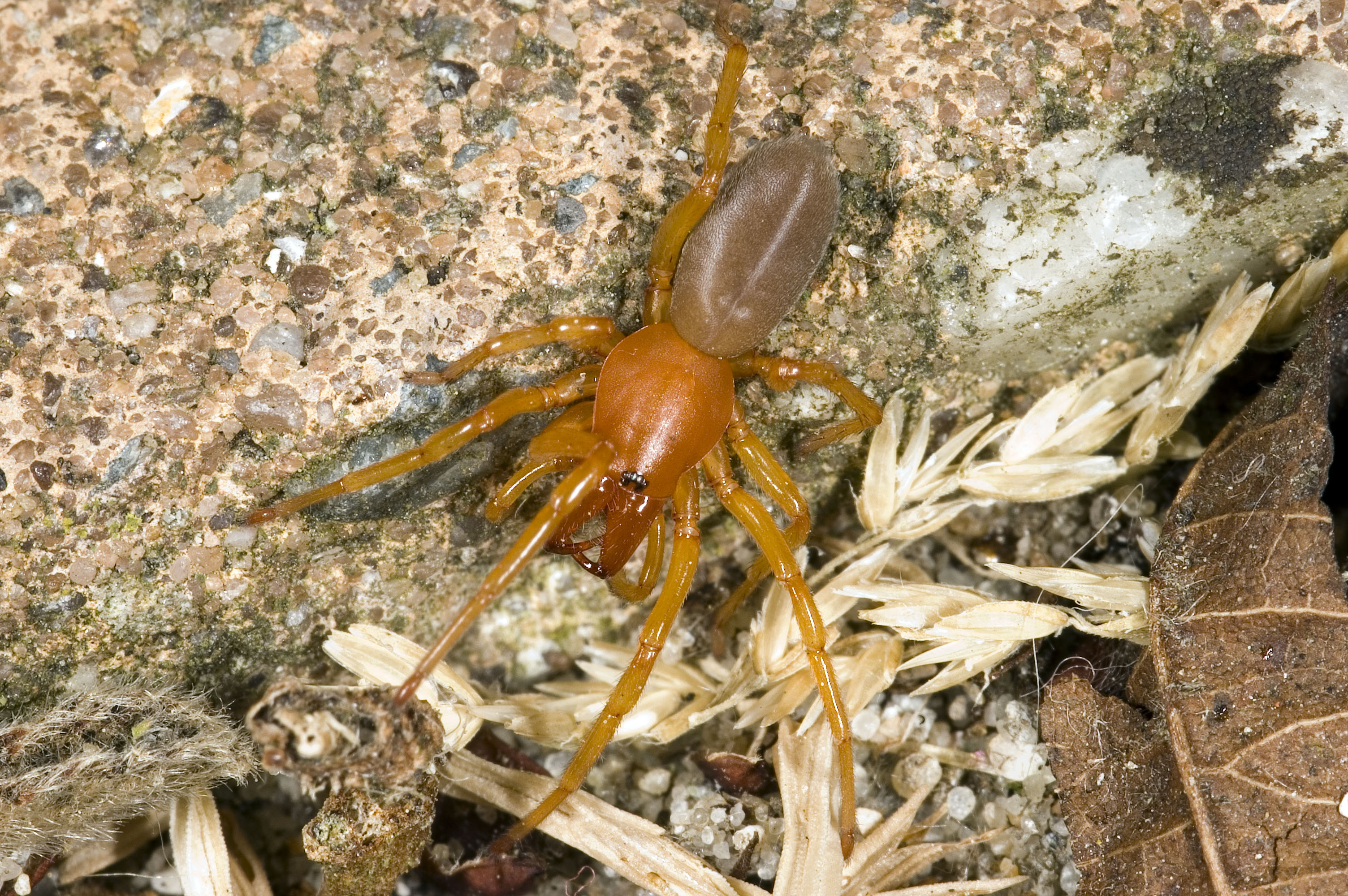
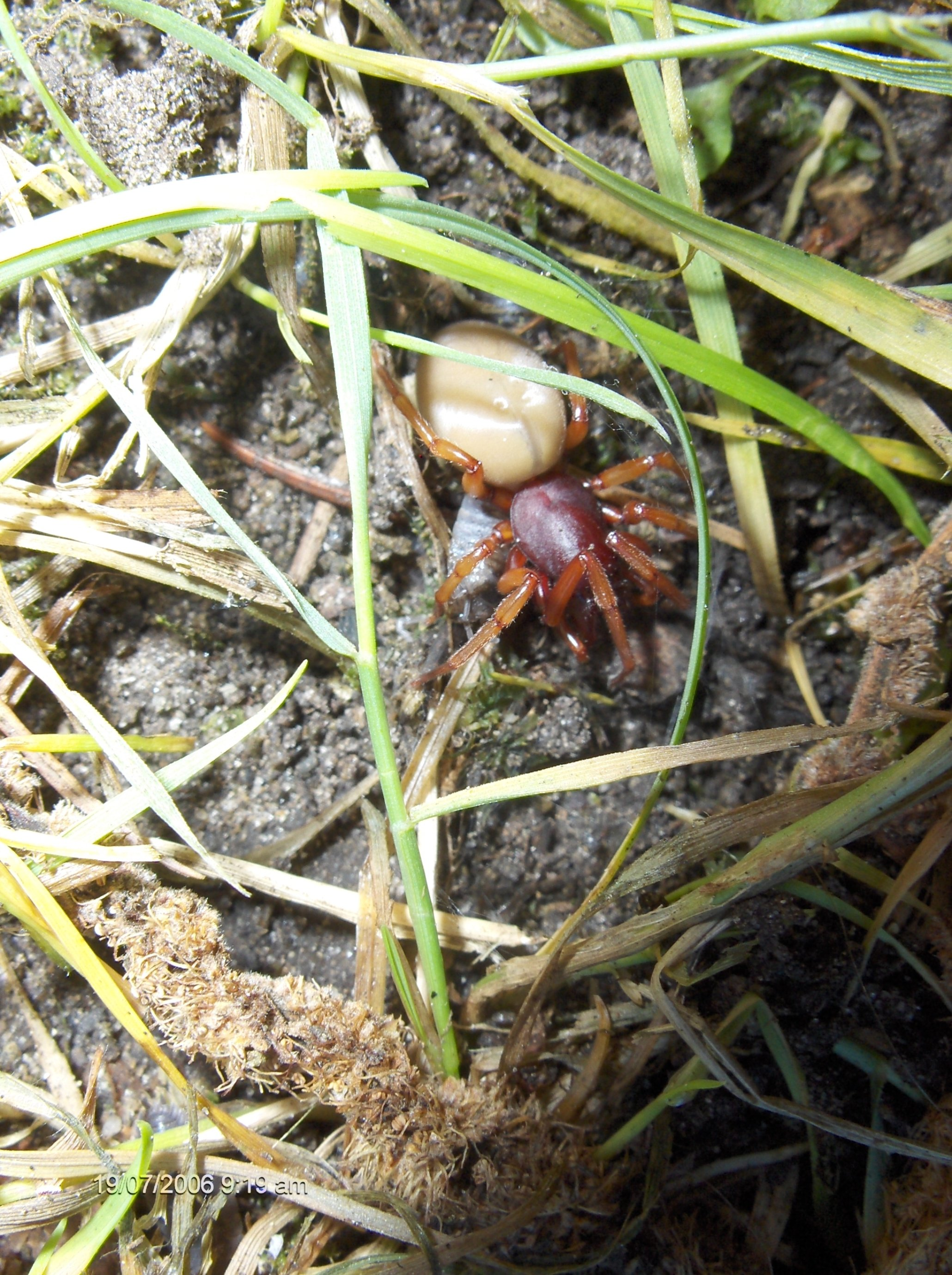
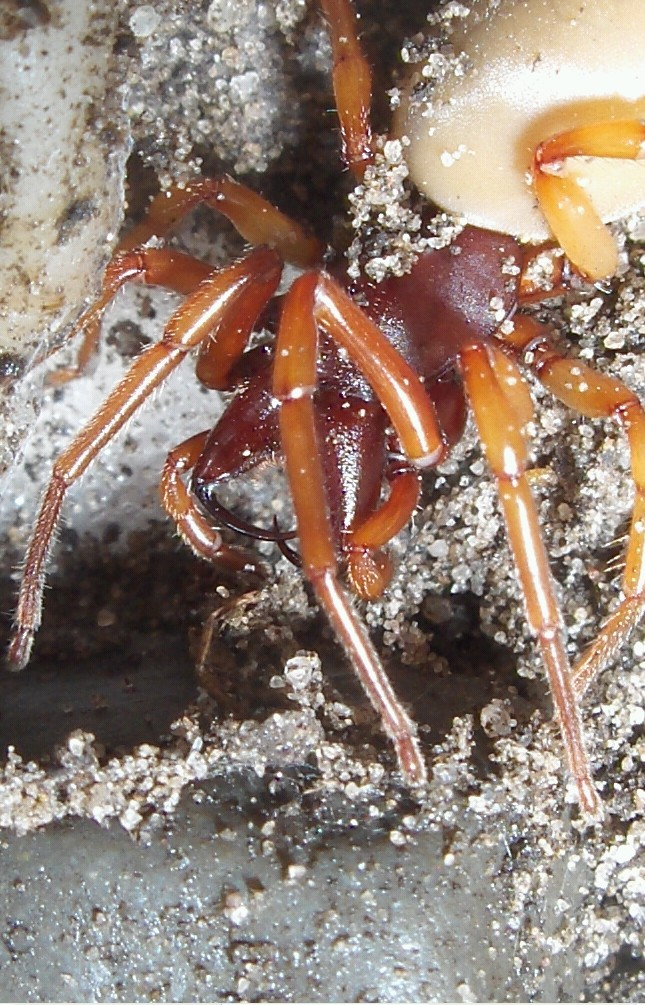